# Deutsche Eishockey Liga 2009-2010
La Deutsche Eishockey Liga 2009-2010 fu la sedicesima stagione della Deutsche Eishockey Liga. Al termine dei playoff gli Hannover Scorpions sconfiggendo gli Augsburger Panther vinsero il loro primo titolo della DEL e di Germania.
Prima dell'inizio della stagione regolare i Füchse Duisburg si ritirarono volontariamente dalla DEL a causa di difficoltà finanziarie. Allora ai Bietigheim Steelers, campioni in carica della 2. Eishockey-Bundesliga, fu data l'opportunità di salire nella massima divisione tuttavia scelsero di rimanere in seconda divisione.

## Stagione regolare
Per la riduzione del numero delle squadre la formula ritornò ad essere come quella del campionato 2007-08: le 15 squadre in un girone all'italiana affrontarono un doppio turno di andata e ritorno, per un totale di 56 incontri. Solo alle prime sei squadre fu garantito l'accesso ai playoff, mentre quelle dal sesto al decimo disputarono un turno aggiuntivo per gli ultimi due posti validi per i playoff.

### Classifica
|                     | Pos. | Squadra             | Pt  | G  | V  | VOT | POT | P  | GF  | GS  | DR  |
| ------------------- | ---- | ------------------- | --- | -- | -- | --- | --- | -- | --- | --- | --- |
|                     | 1.   | Eisbären Berlino    | 123 | 56 | 36 | 6   | 3   | 11 | 209 | 153 | +53 |
|                     | 2.   | Frankfurt Lions     | 98  | 56 | 28 | 6   | 2   | 20 | 191 | 161 | +30 |
|                     | 3.   | Grizzlys Wolfsburg  | 97  | 56 | 27 | 6   | 4   | 19 | 159 | 134 | +40 |
| Germania (bandiera) | 4.   | Hannover Scorpions  | 94  | 56 | 24 | 4   | 14  | 14 | 169 | 177 | -8  |
|                     | 5.   | Nürnberg Ice Tigers | 91  | 56 | 27 | 1   | 8   | 20 | 152 | 158 | -6  |
|                     | 6.   | DEG Metro Stars     | 90  | 56 | 25 | 5   | 5   | 21 | 181 | 148 | +33 |
|                     | 7.   | ERC Ingolstadt      | 89  | 56 | 24 | 7   | 3   | 22 | 205 | 181 | +24 |
|                     | 8.   | Augsburger Panther  | 87  | 56 | 24 | 7   | 1   | 24 | 201 | 188 | +13 |
|                     | 9.   | Adler Mannheim      | 84  | 56 | 23 | 4   | 7   | 22 | 177 | 177 | 0   |
|                     | 10.  | Kölner Haie         | 74  | 56 | 19 | 6   | 5   | 22 | 178 | 190 | -12 |
|                     | 11.  | Iserlohn Roosters   | 74  | 56 | 18 | 8   | 4   | 26 | 166 | 183 | -17 |
|                     | 12.  | Krefeld Pinguine    | 72  | 56 | 20 | 4   | 4   | 28 | 167 | 173 | -6  |
|                     | 13.  | Straubing Tigers    | 70  | 56 | 18 | 5   | 6   | 27 | 149 | 193 | -44 |
|                     | 14.  | Hamburg Freezers    | 61  | 56 | 16 | 4   | 5   | 31 | 162 | 200 | -38 |
|                     | 15.  | Kassel Huskies      | 56  | 56 | 16 | 2   | 4   | 34 | 151 | 213 | -62 |

Legenda:

      Ammesse ai Playoff
      Ammesse alla Qualificazione Playoff
Note:

Tre punti a vittoria, due punti a vittoria dopo overtime, un punto a sconfitta dopo overtime, zero a sconfitta.

## Playoff
|  | Quarti di finale | Quarti di finale    | Quarti di finale        |                    |                      | Semifinali         | Semifinali | Semifinali |  |  | Finale | Finale             | Finale |
|  |                  |                     |                         |                    |                      |                    |            |            |  |  |        |                    |        |
|  | 1                | Eisbären Berlin     | 2                       |                    |                      |                    |            |            |  |  |        |                    |        |
|  | 8                | Augsburger Panther  | 3                       |                    |                      |                    |            |            |  |  |        |                    |        |
|  | 8                | Augsburger Panther  | 3                       |                    | 8                    | Augsburger Panther | 3          |            |  |  |        |                    |        |
|  |                  |                     |                         |                    | 8                    | Augsburger Panther | 3          |            |  |  |        |                    |        |
|  |                  | 3                   | Grizzly Adams Wolfsburg | 1                  |                      |                    |            |            |  |  |        |                    |        |
|  | 3                | 3                   | Grizzly Adams Wolfsburg | 1                  | Grizzly A. Wolfsburg | 3                  |            |            |  |  |        |                    |        |
|  | 3                |                     |                         |                    | Grizzly A. Wolfsburg | 3                  |            |            |  |  |        |                    |        |
|  | 6                | DEG Metro Stars     | 0                       |                    |                      |                    |            |            |  |  |        |                    |        |
|  |                  |                     |                         |                    |                      |                    |            |            |  |  | 8      | Augsburger Panther | 0      |
|  |                  |                     | 4                       | Hannover Scorpions | 3                    |                    |            |            |  |  |        |                    |        |
|  | 2                | Frankfurt Lions     | 1                       |                    |                      |                    |            |            |  |  |        |                    |        |
|  | 7                | ERC Ingolstadt      | 2                       |                    |                      |                    |            |            |  |  |        |                    |        |
|  | 7                | ERC Ingolstadt      | 2                       |                    | 7                    | ERC Ingolstadt     | 0          |            |  |  |        |                    |        |
|  |                  |                     |                         |                    | 7                    | ERC Ingolstadt     | 0          |            |  |  |        |                    |        |
|  |                  | 4                   | Hannover Scorpions      | 3                  |                      |                    |            |            |  |  |        |                    |        |
|  | 4                | 4                   | Hannover Scorpions      | 3                  | Hannover Scorpions   | 3                  |            |            |  |  |        |                    |        |
|  | 4                |                     |                         |                    | Hannover Scorpions   | 3                  |            |            |  |  |        |                    |        |
|  | 5                | Nürnberg Ice Tigers | 2                       |                    |                      |                    |            |            |  |  |        |                    |        |

### Qualificazioni
| Squadra 1          | Totale | Squadra 2      | Gara 1 | Gara 2    | Gara 3 |
| ------------------ | ------ | -------------- | ------ | --------- | ------ |
| Augsburger Panther | 2 - 0  | Adler Mannheim | 4 - 1  | 3 - 2     |        |
| ERC Ingolstadt     | 2 - 1  | Kölner Haie    | 1 - 6  | 3 - 2 dts | 6 - 3  |

### Quarti di finale
| Squadra 1          | Totale | Squadra 2           | Gara 1    | Gara 2 | Gara 3 | Gara 4    | Gara 5 |
| ------------------ | ------ | ------------------- | --------- | ------ | ------ | --------- | ------ |
| Eisbären Berlino   | 2 - 3  | Augsburger Panther  | 2 - 1     | 1 - 2  | 3 - 5  | 5 - 3     | 2 - 6  |
| Frankfurt Lions    | 1 - 3  | ERC Ingolstadt      | 3 - 0     | 0 - 2  | 1 - 4  | 2 - 3 dts |        |
| Grizzlys Wolfsburg | 3 - 0  | DEG Metro Stars     | 4 - 2     | 6 - 3  | 3 - 1  |           |        |
| Hannover Scorpions | 3 - 2  | Nürnberg Ice Tigers | 3 - 2 dts | 4 - 3  | 2 - 5  | 1 - 4     | 4 - 3  |

### Semifinali
| Squadra 1          | Totale | Squadra 2          | Gara 1    | Gara 2 | Gara 3    | Gara 4 | Gara 5 |
| ------------------ | ------ | ------------------ | --------- | ------ | --------- | ------ | ------ |
| Grizzlys Wolfsburg | 1 - 3  | Augsburger Panther | 2 - 3 dts | 0 - 1  | 6 - 1     | 2 - 3  |        |
| Hannover Scorpions | 3 - 0  | ERC Ingolstadt     | 6 - 0     | 4 - 1  | 5 - 4 dts |        |        |

### Finale
| Squadra 1          | Totale | Squadra 2          | Gara 1 | Gara 2    | Gara 3 | Gara 4 | Gara 5 |
| ------------------ | ------ | ------------------ | ------ | --------- | ------ | ------ | ------ |
| Hannover Scorpions | 3 - 0  | Augsburger Panther | 3 - 1  | 3 - 2 dts | 4 - 2  |        |        |